# Turraea anomala
Turraea anomala är en tvåhjärtbladig växtart som beskrevs av Hermann August Theodor Harms. Turraea anomala ingår i släktet Turraea och familjen Meliaceae. Inga underarter finns listade i Catalogue of Life.